# Црква Светог Димитрија у Марковој Цркви
Црква Светог Димитрија у насељу Маркова Црква, општина Лајковац сазидана је највероватније у првој половини 15. века. Представља непокретно културно добро као споменик културе од великог значаја.

## Историјат
Цркву су сазидали избегли монаси из Марковог манастира код Скопља. У поменику манастира Раче спомиње се међу митрополитима неки Максим, поред кога стоји Маркова Црква. Поменик је из доба између 1616. и 1682. године. Село се помиње и у списку села палешког округа из 1737. године под именом Марковацеска. У селу се налази стара црква Светог Димитрија, која је од давнина позната као "Маркова Црква", па је по њој и цело село добило име. 
Касније многобројне преправке довеле су до недоумице о оригиналној варијанти плана. После Косовске битке и пропасти српске државе, црква је напуштена и била је у рушевинама све до 1827. године. У каменој плочи, која је узидана у цркву, стајао је натпис:
"Обнови се овај храм у име Оца, Сина и Свјатаго Духа под владом Књаза Србскога Милоша Обреновића – Теодоровића, помоћу господина Јеврема Обреновића, житеља шабачког, настојавањем јереја Сретена Радосављевића".

## Изглед цркве
Неоспорно је да ова црква у неким архиктетонским елементима врло блиска храму манастира Пустиња: одвајање олтарског простора зиданима иконостасом, витак и висок тамбур куполе, као и оживљавање фасада широким лезенама, тако да се приближава групи грађевина коју чине црква манастира Ћелије и пустињска црква, с тим да је храм Светог Димитрија нешто старији. Горњи делови грађевине упућују неке од аутора на то да храм у Марковој Цркви треба везивати за групу моравских цркава без бочних конхи. У тамбуру куполе је сачувано фреско сликарство са сценом
Небеске литургије за које се претпоставља да је настало у другој или трећој деценији 17. века.
Црква је утврђена за непокретно културно добро – споменик културе решењем од 13. јула 1977. године. У регистар Завода за заштиту споменика културе Ваљево, црква је уписана 6. октобра 1981. године, под редним бројем 10. У Централни регистар објекат је уписан 22. јуна 1982. године под редном ознаком СК 247.